# Пенин, Румен
Румен Любенов Пенин (болг. Румен Любенов Пенин, родился 27 мая 1958 в Септември) — болгарский географ, профессор, заведующий кафедры ландшафтоведения и охраны окружающей среды геолого-географического факультета Софийского университета с 2006 по 2014 годы, доктор Московского государственного университета; автор серии книг, учебников, монорафий и научных статей, фотовыставок «География как приключение, география как путешествие» и «География — путешествие и приключение», состоявшихся в более чем 100 местах Болгарии; председатель организационного комитета Болгарского географического фестиваля.

## Биография
Родился 27 мая 1958 года в городе Септември, там окончил среднюю школу. Учился в 1978—1983 годах в Софийском университете по специальности «География», окончил кафедру ландшафтоведения и охраны окружающей среды. С 1983 по 1985 годы преподавал географию в 7-й средней школе имени Святых Седьмочисленников, а также был ассистентом преподавателя физической географии Болгарии в Софийском университете. С 1985 года аспирант кафедры геохимии ландшафтов и географии почв Географического факультета МГУ, защитил в 1989 году кандидатскую диссертацию «Ландшафтно-геохимическая оценка заповедных территорий Юго-Западной Болгарии», посвящённую геоэкологическим проблемам бассейна реки Струма.
В 1989 году назначен ассистентом кафедры ландшафтоведения и охраны окружающей среды, вёл практические и лекционные занятия по дисциплинам «Геохимия ландшафтов», «Физическая география континентов», «Физическая география Болгарии», «Физическая география Балканского полуострова», «Природная среда для развития туризма», «Полевые и лабораторные методы геохимии ландшафтов», «Геоэкологические проблемы и охраняемые природные территории в мире». В 1997 году избран доцентом, в 2013 году — профессором кафедры. Руководил магистратурой «Физическая география и ландшафтная экология» на геолого-географическом факультете Софийского университета в 2003—2006 годах, научный руководитель более 40 дипломантов. Вёл научные учебные практики и организовывал учебно-познавательные экскурсии в Болгарии и за рубежом для студентов геолого-географического факультета.

## Научная деятельность
Пенин участвовал в ряде международных и национальных конгрессов, симпозиумов и конференций, выступал с докладами. В 1992 году участвовал в XVII Международном географическом конгрессе в Вашингтоне (США), в 1994 году — в XV Международном конгрессе почвенных наук в Акапулько (Мексика). Участник международных географических экспедиций на Кавказ (1987), в пустыню Гоби (1990), на Ладожское озеро (1991, 1992, 2005, 2007), болгарскую гору Рила (1994), греческие горы Фалакро и Афон, болгарские вершины Берковска, Козница, Бурел, Малешево, Влахина и Огражден. Всего он посетил более 100 стран.
До 2010 года он был председателем Национальной комиссии по географии и организатором Национальной олимпиады по географии. Инициатор и председатель Организационного комитета по проведению Первого географического фестиваля в Ямболе с 24 по 25 апреля 2015 и Болгарского географического фестиваля в Казанлыке с 16 по 17 апреля 2016. Консультант по ряду экологических проектов в области сохранения биологического разнообразия и природоохранных образований. Член коллектива по разработкам проектов оптимизации природной среды в районах Враца, Сливен, Златица — Пирдоп, Благоевград, Бобовдол, Земен.

## Научные труды
Научные интересы Румена Пенина — ландшафтоведение, мониторинг и охрана окружающей среды, региональные экологические проблемы. Он является автором 80 популярных статей и 130 научных трудов, книг, 70 учебников и учебных пособий по географии для учащихся средних школ. Одни из наиболее известных трудов:
- «Природна география на България»[7]
- «Physical Geography of Bulgaria»[8]
- «Терминологичен речник по физическа география и ландшафтна екология»[9]
- «Ръководство за практически занятия по геохимия на ландшафтите»[10]
- «Ландшафтна география на България» (съавтор с Ангел Велчев, Никола Тодоров и Мимоза Контева)[11]
- «Ръководство по Природна география на света» (съавтор с Мимоза Контева)[12]
- «Многоезичен терминологичен речник по физическа география»[13]
- «Физикогеографски и ландщафтни изследвания в района на Земенския стационар» (съавтор с Ангел Велчев и др.)[14].
- Юбилеен сборник «40 години Катедра Ландшафтознание и опазване на природната среда» (съставител и научен редактор)[15]
- «География на континентите и океаните» (съставител и автор)[16]